# Chromatografia żelowa
Chromatografia żelowa (GPC, SEC) – odmiana wysokosprawnej chromatografii cieczowej, w której stosowane są kolumny z wypełnieniami żelowymi mającymi zdolność rozdzielania analizowanych substancji względem rozmiarów geometrycznych cząsteczek rozpuszczonych w eluencie
Stosowana jest głównie do oznaczania średnich mas cząsteczkowych polimerów i histogramów rozkładu tych mas w badanych próbkach. W połączeniu z detektorami  opartymi na różnicowym rozpraszaniu światła w roztworach koloidalnych daje możliwość ustalania absolutnych mas cząsteczkowych polimerów.